# Papaplaya (distrito)
Papaplaya é um distrito do Peru, departamento de San Martín, localizada na província de San Martín.

## Transporte
O distrito de Papaplaya é servido pela seguinte rodovia:
- SM-106, que liga o distrito de Juan Guerra à cidade de El Porvenir
- SM-105, que liga o distrito à cidade de Caynarachi [1][2][3]